# Blancpain Endurance Series 2012
Sezon 2012 Blancpain Endurance Series – druga edycja serii wyścigowej Blancpain Endurance Series. Sezon rozpoczął się 15 kwietnia na Monzy, a zakończył się 14 października na Circuito de Navarra, po rozegraniu 6 rund. Tytuł mistrzowski wśród kierowców po raz pierwszy zdobyli Stéphane Ortelli, Christopher Mies i Christopher Haase, natomiast mistrzostwo wśród zespołów przypadło zespołowi Belgian Audi ClubWRT. Mistrzostwo kierowców Pro-Am Cup zdobyli Niek Hommerson i Louis Machiels, mistrzostwo zespołów Pro-Am Cup AF Corse, triumfatorami w klasyfikacji Gentlemen wśród kierowców zostali Pierre Hirschi i Robert Hissom, mistrzostwo zespołów Gentelmen zdobyli Saintéloc Racing.

## Lista startowa
| Zespół                        | Nr         | Kierowcy                   | Samochód                     | Rund       |
| Puchar Pro                    | Puchar Pro | Puchar Pro                 | Puchar Pro                   | Puchar Pro |
| ----------------------------- | ---------- | -------------------------- | ---------------------------- | ---------- |
| Belgian Audi Club WRT         | 1          | Stéphane Ortelli           | Audi R8 LMS Ultra            | Wszystkie  |
| Belgian Audi Club WRT         | 1          | Christopher Mies           | Audi R8 LMS Ultra            | Wszystkie  |
| Belgian Audi Club WRT         | 1          | Christopher Haase          | Audi R8 LMS Ultra            | Wszystkie  |
| Belgian Audi Club WRT         | 2          | Laurens Vanthoor           | Audi R8 LMS Ultra            | Wszystkie  |
| Belgian Audi Club WRT         | 2          | Edward Sandström           | Audi R8 LMS Ultra            | Wszystkie  |
| Belgian Audi Club WRT         | 2          | Marco Bonanomi             | Audi R8 LMS Ultra            | 1, 3–6     |
| Belgian Audi Club WRT         | 2          | Andrea Piccini             | Audi R8 LMS Ultra            | 2          |
| Belgian Audi Club WRT         | 6          | Frank Stippler             | Audi R8 LMS Ultra            | 6          |
| Belgian Audi Club WRT         | 6          | Filipe Albuquerque         | Audi R8 LMS Ultra            | 6          |
| Belgian Audi Club WRT         | 6          | Oliver Jarvis              | Audi R8 LMS Ultra            | 6          |
| Audi Sport Team Phoenix       | 6          | Marcel Fässler             | Audi R8 LMS Ultra            | 4          |
| Audi Sport Team Phoenix       | 6          | André Lotterer             | Audi R8 LMS Ultra            | 4          |
| Audi Sport Team Phoenix       | 6          | Tom Kristensen             | Audi R8 LMS Ultra            | 4          |
| Audi Sport Team Phoenix       | 16         | Andrea Piccini             | Audi R8 LMS Ultra            | 4          |
| Audi Sport Team Phoenix       | 16         | René Rast                  | Audi R8 LMS Ultra            | 4          |
| Audi Sport Team Phoenix       | 16         | Frank Stippler             | Audi R8 LMS Ultra            | 4          |
| Audi Sport Team Phoenix       | 13         | Harold Primat              | Audi R8 LMS Ultra            | 5          |
| Audi Sport Team Phoenix       | 13         | René Rast                  | Audi R8 LMS Ultra            | 5          |
| Audi Sport Team Phoenix       | 13         | Luca Ludwig                | Audi R8 LMS Ultra            | 5          |
| KRK Racing                    | 13         | Karl Wendlinger            | Mercedes-Benz SLS AMG GT3    | 1–2        |
| KRK Racing                    | 13         | Koen Wauters               | Mercedes-Benz SLS AMG GT3    | 1–2        |
| KRK Racing                    | 13         | Anthony Kumpen             | Mercedes-Benz SLS AMG GT3    | 1–2        |
| Marc VDS Racing Team          | 3          | Bas Leinders               | BMW Z4 GT3                   | Wszystkie  |
| Marc VDS Racing Team          | 3          | Maxime Martin              | BMW Z4 GT3                   | Wszystkie  |
| Marc VDS Racing Team          | 3          | Markus Palttala            | BMW Z4 GT3                   | Wszystkie  |
| Marc VDS Racing Team          | 4          | Henri Moser                | BMW Z4 GT3                   | Wszystkie  |
| Marc VDS Racing Team          | 4          | Bert Longin                | BMW Z4 GT3                   | Wszystkie  |
| Marc VDS Racing Team          | 4          | Mike Hezemans              | BMW Z4 GT3                   | 1–5        |
| Marc VDS Racing Team          | 4          | Nick Catsburg              | BMW Z4 GT3                   | 6          |
| Boutsen Ginion Racing         | 5          | Nico Verdonck              | McLaren MP4-12C GT3          | 1–3, 5–6   |
| Boutsen Ginion Racing         | 5          | Jack Clarke                | McLaren MP4-12C GT3          | 1–3        |
| Boutsen Ginion Racing         | 5          | Edouard Mondron            | McLaren MP4-12C GT3          | 1–3        |
| Boutsen Ginion Racing         | 5          | Seiji Ara                  | McLaren MP4-12C GT3          | 5          |
| Boutsen Ginion Racing         | 5          | Marino Franchitti          | McLaren MP4-12C GT3          | 5          |
| Boutsen Ginion Racing         | 5          | Andy Soucek                | McLaren MP4-12C GT3          | 6          |
| Boutsen Ginion Racing         | 5          | Zoël Amberg                | McLaren MP4-12C GT3          | 6          |
| Hexis Racing                  | 7          | Frédéric Makowiecki        | McLaren MP4-12C GT3          | 6          |
| Hexis Racing                  | 7          | Stef Dusseldorp            | McLaren MP4-12C GT3          | 6          |
| Hexis Racing                  | 7          | Álvaro Parente             | McLaren MP4-12C GT3          | 6          |
| Gulf Racing UK                | 9          | Robert Bell                | McLaren MP4-12C GT3          | 4          |
| Gulf Racing UK                | 9          | Andy Meyrick               | McLaren MP4-12C GT3          | 4          |
| Gulf Racing UK                | 9          | Michael Wainwright         | McLaren MP4-12C GT3          | 4          |
| Gulf Racing UK                | 69         | Jamie Campbell-Walter      | McLaren MP4-12C GT3          | 4          |
| Gulf Racing UK                | 69         | Stuart Hall                | McLaren MP4-12C GT3          | 4          |
| Gulf Racing UK                | 69         | Roald Goethe               | McLaren MP4-12C GT3          | 4          |
| Black Falcon                  | 18         | Jeroen Bleekemolen         | Mercedes-Benz SLS AMG GT3    | 5–6        |
| Black Falcon                  | 18         | Franky Cheng               | Mercedes-Benz SLS AMG GT3    | 5–6        |
| Black Falcon                  | 18         | Mike Parisy                | Mercedes-Benz SLS AMG GT3    | 5          |
| Black Falcon                  | 18         | Dominik Baumann            | Mercedes-Benz SLS AMG GT3    | 6          |
| United Autosports             | 22         | David Brabham              | McLaren MP4-12C GT3          | 1–3        |
| United Autosports             | 22         | Alvaro Parente             | McLaren MP4-12C GT3          | 1–3        |
| United Autosports             | 22         | Matt Bell                  | McLaren MP4-12C GT3          | 1–3        |
| Blancpain Reiter              | 24         | Peter Kox                  | Lamborghini Gallardo LP600+  | 6          |
| Blancpain Reiter              | 24         | Jos Menten                 | Lamborghini Gallardo LP600+  | 6          |
| Blancpain Reiter              | 24         | Štefan Rosina              | Lamborghini Gallardo LP600+  | 6          |
| DB Motorsport                 | 36         | Jeffrey van Hooydonk       | BMW Z4 GT3                   | 1–4        |
| DB Motorsport                 | 36         | Stéphane Lémeret           | BMW Z4 GT3                   | 1–4        |
| DB Motorsport                 | 36         | Jeroen den Boer            | BMW Z4 GT3                   | 1–4        |
| Saintéloc Racing              | 40         | Filipe Albuquerque         | Audi R8 LMS Ultra            | 4          |
| Saintéloc Racing              | 40         | Grégory Guilvert           | Audi R8 LMS Ultra            | 4–6        |
| Saintéloc Racing              | 40         | Dino Lunardi               | Audi R8 LMS Ultra            | 4–6        |
| Saintéloc Racing              | 40         | Jonathan Hirschi           | Audi R8 LMS Ultra            | 5          |
| Lapidus Racing                | 62         | Tim Mullen                 | McLaren MP4-12C GT3          | 3          |
| Lapidus Racing                | 62         | Phil Quaife                | McLaren MP4-12C GT3          | 3          |
| Lapidus Racing                | 62         | Klaas Hummel               | McLaren MP4-12C GT3          | 3          |
| Vita4One Racing Team          | 66         | Gregory Franchi            | BMW Z4 GT3                   | Wszystkie  |
| Vita4One Racing Team          | 66         | Frank Kechele              | BMW Z4 GT3                   | Wszystkie  |
| Vita4One Racing Team          | 66         | Yelmer Buurman             | BMW Z4 GT3                   | 1          |
| Vita4One Racing Team          | 66         | Adam Carroll               | BMW Z4 GT3                   | 2          |
| Vita4One Racing Team          | 66         | Mathias Lauda              | BMW Z4 GT3                   | 3–6        |
| Kessel Racing                 | 71         | Davide Rigon               | Ferrari 458 Italia GT3       | Wszystkie  |
| Kessel Racing                 | 71         | Daniel Zampieri            | Ferrari 458 Italia GT3       | Wszystkie  |
| Kessel Racing                 | 71         | Stefano Gattuso            | Ferrari 458 Italia GT3       | Wszystkie  |
| Prospeed Competition          | 75         | Marc Goossens              | Porsche 997 GT3-R            | All        |
| Prospeed Competition          | 75         | Xavier Maassen             | Porsche 997 GT3-R            | All        |
| Prospeed Competition          | 75         | Marc Hennerici             | Porsche 997 GT3-R            | All        |
| Emil Frey Racing              | 80         | Fredy Barth                | Jaguar XK-R                  | 2–3, 6     |
| Emil Frey Racing              | 80         | Gabriele Gardel            | Jaguar XK-R                  | 2–3, 6     |
| Emil Frey Racing              | 80         | Lorenz Frey                | Jaguar XK-R                  | 2–3, 6     |
| SMG Challenge                 | 83         | Olivier Pla                | Porsche 997 GT3-R            | 1, 3–5     |
| SMG Challenge                 | 83         | Eric Clément               | Porsche 997 GT3-R            | 1, 3–5     |
| SMG Challenge                 | 83         | Philippe Gache             | Porsche 997 GT3-R            | 1, 3–4     |
| SMG Challenge                 | 83         | Nicolas Armindo            | Porsche 997 GT3-R            | 5          |
| GPR Racing                    | 89         | Tim Verbergt               | Aston Martin V12 Vantage GT3 | 5          |
| GPR Racing                    | 89         | Damien Dupont              | Aston Martin V12 Vantage GT3 | 5          |
| GPR Racing                    | 89         | Ronnie Latinne             | Aston Martin V12 Vantage GT3 | 5          |
| Puchar Pro-Am                 |            |                            |                              |            |
| Boutsen Ginion Racing         | 5          | Jack Clarke                | McLaren MP4-12C GT3          | 4          |
| Boutsen Ginion Racing         | 5          | Nico Verdonck              | McLaren MP4-12C GT3          | 4          |
| Boutsen Ginion Racing         | 5          | Eric van de Poele          | McLaren MP4-12C GT3          | 4          |
| Boutsen Ginion Racing         | 5          | Edouard Mondron            | McLaren MP4-12C GT3          | 4          |
| Boutsen Ginion Racing         | 15         | Massimo Vagliani           | McLaren MP4-12C GT3          | 4          |
| Boutsen Ginion Racing         | 15         | Sarah Bovy                 | McLaren MP4-12C GT3          | 4          |
| Boutsen Ginion Racing         | 15         | Marlène Broggi             | McLaren MP4-12C GT3          | 4          |
| Boutsen Ginion Racing         | 15         | Jérôme Thiry               | McLaren MP4-12C GT3          | 4–6        |
| Boutsen Ginion Racing         | 15         | Edouard Mondron            | McLaren MP4-12C GT3          | 5–6        |
| Boutsen Ginion Racing         | 15         | Fabien Thuner              | McLaren MP4-12C GT3          | 6          |
| ARC Bratislava                | 7          | Miroslav Konopka           | Porsche 997 GT3-R            | 1–4        |
| ARC Bratislava                | 7          | Zdeno Mikulasko            | Porsche 997 GT3-R            | 1–4        |
| ARC Bratislava                | 7          | Stefano Crotti             | Porsche 997 GT3-R            | 1–4        |
| ARC Bratislava                | 7          | Christoff Corten           | Porsche 997 GT3-R            | 4          |
| Haribo Racing Team            | 8          | Mike Stursberg             | Porsche 997 GT3-R            | 1, 3–5     |
| Haribo Racing Team            | 8          | Hans Guido Riegel          | Porsche 997 GT3-R            | 1, 3–5     |
| Haribo Racing Team            | 8          | Richard Westbrook          | Porsche 997 GT3-R            | 1, 5       |
| Haribo Racing Team            | 8          | Christian Menzel           | Porsche 997 GT3-R            | 3–4        |
| Haribo Racing Team            | 8          | Uwe Alzen                  | Porsche 997 GT3-R            | 4          |
| Gulf Racing UK                | 9          | Robert Bell                | McLaren MP4-12C GT3          | 1–3, 5–6   |
| Gulf Racing UK                | 9          | Michael Wainwright         | McLaren MP4-12C GT3          | 1–3, 5–6   |
| Gulf Racing UK                | 69         | Roald Goethe               | McLaren MP4-12C GT3          | 1–3, 5     |
| Gulf Racing UK                | 69         | Stuart Hall                | McLaren MP4-12C GT3          | 1, 3, 5    |
| Gulf Racing UK                | 69         | Jamie Campbell-Walter      | McLaren MP4-12C GT3          | 2          |
| SOFREV Auto Sport Promotion   | 10         | Jérôme Policand            | Ferrari 458 Italia GT3       | 1–3, 5–6   |
| SOFREV Auto Sport Promotion   | 10         | Gabriel Balthazard         | Ferrari 458 Italia GT3       | 1–3, 5–6   |
| SOFREV Auto Sport Promotion   | 10         | Mike Savary                | Ferrari 458 Italia GT3       | 1, 3       |
| SOFREV Auto Sport Promotion   | 10         | Maurice Ricci              | Ferrari 458 Italia GT3       | 2, 5–6     |
| SOFREV Auto Sport Promotion   | 10         | Olivier Panis              | Ferrari 458 Italia GT3       | 4          |
| SOFREV Auto Sport Promotion   | 10         | Fabien Barthez             | Ferrari 458 Italia GT3       | 4          |
| SOFREV Auto Sport Promotion   | 10         | Christian Moulin-Traffort  | Ferrari 458 Italia GT3       | 4          |
| SOFREV Auto Sport Promotion   | 10         | Eric Debard                | Ferrari 458 Italia GT3       | 4          |
| SOFREV Auto Sport Promotion   | 20         | Patrice Goueslard          | Ferrari 458 Italia GT3       | Wszystkie  |
| SOFREV Auto Sport Promotion   | 20         | Ludovic Badey              | Ferrari 458 Italia GT3       | Wszystkie  |
| SOFREV Auto Sport Promotion   | 20         | Jean-Luc Beaubélique       | Ferrari 458 Italia GT3       | Wszystkie  |
| SOFREV Auto Sport Promotion   | 20         | Tristan Vautier            | Ferrari 458 Italia GT3       | 4          |
| Ruffier Racing                | 11         | Jean-Claude Lagniez        | Porsche 997 GT3-R            | 1–3        |
| Ruffier Racing                | 11         | Xavier Pompidou            | Porsche 997 GT3-R            | 1–2        |
| Ruffier Racing                | 11         | Gabriel Abergel            | Porsche 997 GT3-R            | 1–2        |
| Ruffier Racing                | 11         | Mike Parisy                | Porsche 997 GT3-R            | 1–2        |
| Ruffier Racing                | 11         | Laurent Pasquali           | Porsche 997 GT3-R            | 1–2        |
| Sport Garage                  | 11         | Gilles Duqueine            | Ferrari 458 Italia GT3       | 4          |
| Sport Garage                  | 11         | Eric Vaissière             | Ferrari 458 Italia GT3       | 4          |
| Sport Garage                  | 11         | André-Alain Corbel         | Ferrari 458 Italia GT3       | 4          |
| Sport Garage                  | 11         | Christian Beroujon         | Ferrari 458 Italia GT3       | 4          |
| Sport Garage                  | 42         | Kevin Despinasse           | Ferrari 458 Italia GT3       | Wszystkie  |
| Sport Garage                  | 42         | Emmet O’Brien              | Ferrari 458 Italia GT3       | 1–3, 5–6   |
| Sport Garage                  | 42         | Arno Santamato             | Ferrari 458 Italia GT3       | 1–3, 6     |
| Sport Garage                  | 42         | Lionel Comole              | Ferrari 458 Italia GT3       | 4          |
| Sport Garage                  | 42         | Romain Brandela            | Ferrari 458 Italia GT3       | 4          |
| Sport Garage                  | 42         | Michaël Petit              | Ferrari 458 Italia GT3       | 4          |
| Sport Garage                  | 42         | Paul Lanchere              | Ferrari 458 Italia GT3       | 5          |
| ART Grand Prix                | 12         | Duncan Tappy               | McLaren MP4-12C GT3          | Wszystkie  |
| ART Grand Prix                | 12         | Grégoire Demoustier        | McLaren MP4-12C GT3          | Wszystkie  |
| ART Grand Prix                | 12         | Mike Parisy                | McLaren MP4-12C GT3          | 4          |
| ART Grand Prix                | 12         | Ulric Amado                | McLaren MP4-12C GT3          | 4          |
| KRK Racing                    | 14         | Raf Vanthoor               | Mercedes-Benz SLS AMG GT3    | 1–4        |
| KRK Racing                    | 14         | Dennis Retera              | Mercedes-Benz SLS AMG GT3    | 1–4        |
| KRK Racing                    | 14         | Marius Ritskes             | Mercedes-Benz SLS AMG GT3    | 1–2        |
| KRK Racing                    | 14         | Koen Wauters               | Mercedes-Benz SLS AMG GT3    | 3–4        |
| KRK Racing                    | 14         | Anthony Kumpen             | Mercedes-Benz SLS AMG GT3    | 4          |
| Insight Racing                | 17         | Martin Jensen              | Ferrari 458 Italia GT3       | Wszystkie  |
| Insight Racing                | 17         | Dennis Andersen            | Ferrari 458 Italia GT3       | Wszystkie  |
| Insight Racing                | 17         | Iain Dockerill             | Ferrari 458 Italia GT3       | 4          |
| Black Falcon                  | 18         | Bret Curtis                | Mercedes-Benz SLS AMG GT3    | 1–4        |
| Black Falcon                  | 18         | Steve Jans                 | Mercedes-Benz SLS AMG GT3    | 1–4        |
| Black Falcon                  | 18         | Sean Edwards               | Mercedes-Benz SLS AMG GT3    | 1          |
| Black Falcon                  | 18         | Mike Parisy                | Mercedes-Benz SLS AMG GT3    | 2          |
| Black Falcon                  | 18         | Jeroen Bleekemolen         | Mercedes-Benz SLS AMG GT3    | 3–4        |
| Black Falcon                  | 18         | Franky Cheng               | Mercedes-Benz SLS AMG GT3    | 4          |
| Black Falcon                  | 19         | Oliver Morley              | Mercedes-Benz SLS AMG GT3    | Wszystkie  |
| Black Falcon                  | 19         | Riccardo Brutschin         | Mercedes-Benz SLS AMG GT3    | 1–3        |
| Black Falcon                  | 19         | Jérôme Thiry               | Mercedes-Benz SLS AMG GT3    | 1–2        |
| Black Falcon                  | 19         | Manuel Metzger             | Mercedes-Benz SLS AMG GT3    | 3–4        |
| Black Falcon                  | 19         | Kenneth Heyer              | Mercedes-Benz SLS AMG GT3    | 4          |
| Black Falcon                  | 19         | Stephan Rösler             | Mercedes-Benz SLS AMG GT3    | 4          |
| Black Falcon                  | 19         | Sean Edwards               | Mercedes-Benz SLS AMG GT3    | 5–6        |
| Black Falcon                  | 19         | Steve Jans                 | Mercedes-Benz SLS AMG GT3    | 5–6        |
| MTECH                         | 21         | Matt Griffin               | Ferrari 458 Italia GT3       | 1–5        |
| MTECH                         | 21         | Duncan Cameron             | Ferrari 458 Italia GT3       | 1–5        |
| MTECH                         | 21         | Mike Edmonds               | Ferrari 458 Italia GT3       | 2–4        |
| MTECH                         | 21         | Niki Cadei                 | Ferrari 458 Italia GT3       | 4          |
| United Autosports             | 23         | Mark Blundell              | McLaren MP4-12C GT3          | 1–3        |
| United Autosports             | 23         | Mark Patterson             | McLaren MP4-12C GT3          | 1–3        |
| United Autosports             | 23         | Zak Brown                  | McLaren MP4-12C GT3          | 1–3        |
| United Autosports             | 23         | Mark Blundell              | Audi R8 LMS Ultra            | 4          |
| United Autosports             | 23         | Mark Patterson             | Audi R8 LMS Ultra            | 4          |
| United Autosports             | 23         | Alain Li                   | Audi R8 LMS Ultra            | 4          |
| United Autosports             | 23         | Richard Meins              | Audi R8 LMS Ultra            | 4          |
| Blancpain Reiter              | 24         | Peter Kox                  | Lamborghini Gallardo LP600+  | 2–5        |
| Blancpain Reiter              | 24         | Marc A. Hayek              | Lamborghini Gallardo LP600+  | 2–5        |
| Blancpain Reiter              | 24         | Jos Menten                 | Lamborghini Gallardo LP600+  | 4          |
| Blancpain Reiter              | 24         | Albert von Thurn und Taxis | Lamborghini Gallardo LP600+  | 4          |
| ROAL Motorsport               | 29         | Tom Coronel                | BMW Z4 GT3                   | 4          |
| ROAL Motorsport               | 29         | Edoardo Liberati           | BMW Z4 GT3                   | 4          |
| ROAL Motorsport               | 29         | Michela Cerruti            | BMW Z4 GT3                   | 4          |
| ROAL Motorsport               | 29         | Stefano Colombo            | BMW Z4 GT3                   | 4          |
| GT3 Racing                    | 30         | Craig Wilkins              | Audi R8 LMS                  | Wszystkie  |
| GT3 Racing                    | 30         | Peter Belshaw              | Audi R8 LMS                  | 1–5        |
| GT3 Racing                    | 30         | Aaron Scott                | Audi R8 LMS                  | 1–4, 6     |
| GT3 Racing                    | 30         | Phil Keen                  | Audi R8 LMS                  | 4          |
| GT3 Racing                    | 30         | Adam Christodoulou         | Audi R8 LMS                  | 5          |
| Pro GT by Almeras             | 33         | Antoine Leclerc            | Porsche 997 GT3-R            | Wszystkie  |
| Pro GT by Almeras             | 33         | Eric Dermont               | Porsche 997 GT3-R            | Wszystkie  |
| Pro GT by Almeras             | 33         | David Tuchbant             | Porsche 997 GT3-R            | Wszystkie  |
| Pro GT by Almeras             | 33         | Franck Perera              | Porsche 997 GT3-R            | 4          |
| Pro GT by Almeras             | 34         | Anthony Beltoise           | Porsche 997 GT3-R            | Wszystkie  |
| Pro GT by Almeras             | 34         | Henry Hassid               | Porsche 997 GT3-R            | Wszystkie  |
| Pro GT by Almeras             | 34         | Roland Berville            | Porsche 997 GT3-R            | 1–4, 6     |
| Pro GT by Almeras             | 34         | Nicolas Armindo            | Porsche 997 GT3-R            | 4          |
| GT Academy Team RJN           | 35         | Alex Buncombe              | Nissan GT-R Nismo GT3        | 1–4        |
| GT Academy Team RJN           | 35         | Jann Mardenborough         | Nissan GT-R Nismo GT3        | 1–4        |
| GT Academy Team RJN           | 35         | Chris Ward                 | Nissan GT-R Nismo GT3        | 1–4        |
| GT Academy Team RJN           | 35         | Lucas Ordóñez              | Nissan GT-R Nismo GT3        | 4          |
| DB Motorsport                 | 36         | Jeroen den Boer            | BMW Z4 GT3                   | 5–6        |
| DB Motorsport                 | 36         | Nico Bastian               | BMW Z4 GT3                   | 5          |
| DB Motorsport                 | 36         | Alessandro Garofano        | BMW Z4 GT3                   | 5          |
| DB Motorsport                 | 36         | Michael Mallock            | BMW Z4 GT3                   | 6          |
| DB Motorsport                 | 36         | Nikolaus Mayr-Melnhof      | BMW Z4 GT3                   | 6          |
| DB Motorsport                 | 37         | Simon Knap                 | BMW Z4 GT3                   | Wszystkie  |
| DB Motorsport                 | 37         | Jochen Habets              | BMW Z4 GT3                   | Wszystkie  |
| DB Motorsport                 | 37         | Andrew Danyliw             | BMW Z4 GT3                   | Wszystkie  |
| DB Motorsport                 | 37         | Leon Rijnbeek              | BMW Z4 GT3                   | 4          |
| Scuderia Vittoria             | 38         | Alessandro Bonetti         | Ferrari 458 Italia GT3       | 1–2        |
| Scuderia Vittoria             | 38         | Jay Palmer                 | Ferrari 458 Italia GT3       | 1–2        |
| Scuderia Vittoria             | 38         | Michael Lyons              | Ferrari 458 Italia GT3       | 1          |
| Scuderia Vittoria             | 38         | David McDonald             | Ferrari 458 Italia GT3       | 2, 6       |
| Scuderia Vittoria             | 38         | Jody Fannin                | Ferrari 458 Italia GT3       | 6          |
| Scuderia Vittoria             | 38         | Danny Candia               | Ferrari 458 Italia GT3       | 6          |
| Saintéloc Racing              | 40         | David Hallyday             | Audi R8 LMS Ultra            | 1–3        |
| Saintéloc Racing              | 40         | Jérôme Demay               | Audi R8 LMS Ultra            | 1–3        |
| Saintéloc Racing              | 40         | Grégory Guilvert           | Audi R8 LMS Ultra            | 1–3        |
| Saintéloc Racing              | 41         | Dino Lunardi               | Audi R8 LMS Ultra            | 3          |
| Saintéloc Racing              | 41         | Marc Sourd                 | Audi R8 LMS Ultra            | 3          |
| Saintéloc Racing              | 41         | Patrice Madeleine          | Audi R8 LMS Ultra            | 3          |
| Saintéloc Racing              | 43         | Adrien Tambay              | Audi R8 LMS Ultra            | 6          |
| Saintéloc Racing              | 43         | Jérôme Demay               | Audi R8 LMS Ultra            | 6          |
| Saintéloc Racing              | 43         | Jean-Marc Quintois         | Audi R8 LMS Ultra            | 6          |
| Kessel Racing                 | 46         | Valentino Rossi            | Ferrari 458 Italia GT3       | 1, 5       |
| Kessel Racing                 | 46         | Alessio Salucci            | Ferrari 458 Italia GT3       | 1, 5       |
| Kessel Racing                 | 46         | Andrea Ceccato             | Ferrari 458 Italia GT3       | 5          |
| Kessel Racing                 | 72         | Gino Forgione              | Ferrari 458 Italia GT3       | 1–3        |
| Kessel Racing                 | 72         | Maurice Basso              | Ferrari 458 Italia GT3       | 1          |
| Kessel Racing                 | 72         | Max Mugelli                | Ferrari 458 Italia GT3       | 1          |
| Kessel Racing                 | 72         | Claude-Yves Gosselin       | Ferrari 458 Italia GT3       | 2–5        |
| Kessel Racing                 | 72         | Marc Rostan                | Ferrari 458 Italia GT3       | 2, 4–5     |
| Kessel Racing                 | 72         | Mathias Beche              | Ferrari 458 Italia GT3       | 3          |
| Kessel Racing                 | 72         | Pierre Bruneau             | Ferrari 458 Italia GT3       | 4–5        |
| Kessel Racing                 | 72         | Lorenzo Bontempelli        | Ferrari 458 Italia GT3       | 4          |
| ASM Team                      | 47         | Karim Ojjeh                | McLaren MP4-12C GT3          | 1–2, 4     |
| ASM Team                      | 47         | Ricardo Bravo              | McLaren MP4-12C GT3          | 1–2, 4     |
| ASM Team                      | 47         | Lourenço Beirão da Veiga   | McLaren MP4-12C GT3          | 1          |
| ASM Team                      | 47         | Pedro Lamy                 | McLaren MP4-12C GT3          | 4          |
| ASM Team                      | 47         | Luis Silva                 | McLaren MP4-12C GT3          | 4          |
| AF Corse                      | 49         | Yannick Mallégol           | Ferrari 458 Italia GT3       | Wszystkie  |
| AF Corse                      | 49         | Howard Blank               | Ferrari 458 Italia GT3       | Wszystkie  |
| AF Corse                      | 49         | Jean-Marc Bachelier        | Ferrari 458 Italia GT3       | Wszystkie  |
| AF Corse                      | 49         | Francois Perrodo           | Ferrari 458 Italia GT3       | 4          |
| AF Corse                      | 50         | Jack Gerber                | Ferrari 458 Italia GT3       | Wszystkie  |
| AF Corse                      | 50         | Marco Cioci                | Ferrari 458 Italia GT3       | 1, 3–6     |
| AF Corse                      | 50         | Raffaele Giammaria         | Ferrari 458 Italia GT3       | 2, 4       |
| AF Corse                      | 50         | Enzo Ide                   | Ferrari 458 Italia GT3       | 4–5        |
| AF Corse                      | 51         | Giuseppe Cirò              | Ferrari 458 Italia GT3       | Wszystkie  |
| AF Corse                      | 51         | Daniel Brown               | Ferrari 458 Italia GT3       | Wszystkie  |
| AF Corse                      | 51         | Gaetano Ardagna Perez      | Ferrari 458 Italia GT3       | Wszystkie  |
| AF Corse                      | 51         | Toni Vilander              | Ferrari 458 Italia GT3       | 4          |
| AF Corse                      | 52         | Niek Hommerson             | Ferrari 458 Italia GT3       | Wszystkie  |
| AF Corse                      | 52         | Louis Machiels             | Ferrari 458 Italia GT3       | Wszystkie  |
| AF Corse                      | 52         | Andrea Bertolini           | Ferrari 458 Italia GT3       | 1, 3–5     |
| AF Corse                      | 52         | Maurizio Mediani           | Ferrari 458 Italia GT3       | 2          |
| AF Corse                      | 52         | Alessandro Pier Guidi      | Ferrari 458 Italia GT3       | 4, 6       |
| Vita4One Team Italy           | 57         | Giacomo Petrobelli         | Ferrari 458 Italia GT3       | Wszystkie  |
| Vita4One Team Italy           | 57         | Eugenio Amos               | Ferrari 458 Italia GT3       | Wszystkie  |
| Vita4One Team Italy           | 57         | Alessandro Bonacini        | Ferrari 458 Italia GT3       | Wszystkie  |
| Vita4One Team Italy           | 57         | Jonathan Hirschi           | Ferrari 458 Italia GT3       | 4          |
| Vita4One Team Italy           | 59         | Andrea Ceccato             | Ferrari 458 Italia GT3       | 2, 4       |
| Vita4One Team Italy           | 59         | Michael Lyons              | Ferrari 458 Italia GT3       | 2, 4       |
| Vita4One Team Italy           | 59         | Josh Wakefield             | Ferrari 458 Italia GT3       | 2          |
| Vita4One Team Italy           | 59         | Alessandro Bonetti         | Ferrari 458 Italia GT3       | 3–4        |
| Vita4One Team Italy           | 59         | Andrea Barlesi             | Ferrari 458 Italia GT3       | 3          |
| Vita4One Team Italy           | 59         | Jay Palmer                 | Ferrari 458 Italia GT3       | 3          |
| Vita4One Team Italy           | 59         | Filip Salaquarda           | Ferrari 458 Italia GT3       | 4          |
| Exagon Engineering            | 58         | Vincent Radermecker        | Porsche 997 GT3-R            | 1          |
| Exagon Engineering            | 58         | Christian Kelders          | Porsche 997 GT3-R            | 1          |
| Von Ryan Racing               | 60         | Stephen Jelley             | McLaren MP4-12C GT3          | Wszystkie  |
| Von Ryan Racing               | 60         | Julien Draper              | McLaren MP4-12C GT3          | Wszystkie  |
| Von Ryan Racing               | 60         | Matthew Draper             | McLaren MP4-12C GT3          | Wszystkie  |
| Von Ryan Racing               | 60         | Stef Dusseldorp            | McLaren MP4-12C GT3          | 4          |
| Von Ryan Racing               | 88         | Rob Barff                  | McLaren MP4-12C GT3          | Wszystkie  |
| Von Ryan Racing               | 88         | Leon Price                 | McLaren MP4-12C GT3          | 1–3, 5–6   |
| Von Ryan Racing               | 88         | Jordan Grogor              | McLaren MP4-12C GT3          | 1–3, 5–6   |
| Von Ryan Racing               | 88         | Álvaro Parente             | McLaren MP4-12C GT3          | 4          |
| Von Ryan Racing               | 88         | Chris Goodwin              | McLaren MP4-12C GT3          | 4          |
| Von Ryan Racing               | 88         | Roger Wills                | McLaren MP4-12C GT3          | 4          |
| Lapidus Racing                | 62         | Tim Mullen                 | McLaren MP4-12C GT3          | 4          |
| Lapidus Racing                | 62         | Adam Christodoulou         | McLaren MP4-12C GT3          | 4          |
| Lapidus Racing                | 62         | Phil Quaife                | McLaren MP4-12C GT3          | 4          |
| Lapidus Racing                | 62         | Klaas Hummel               | McLaren MP4-12C GT3          | 4          |
| Black Bull Swiss Racing       | 64         | Mirko Venturi              | Ferrari 458 Italia GT3       | 1, 3       |
| Black Bull Swiss Racing       | 64         | Andrea Invernizzi          | Ferrari 458 Italia GT3       | 1, 3       |
| Black Bull Swiss Racing       | 64         | Tommaso Maino              | Ferrari 458 Italia GT3       | 1, 3       |
| Race Art                      | 70         | Roger Grouwels             | BMW Z4 GT3                   | 1–5        |
| Race Art                      | 70         | Niels Bouwhuis             | BMW Z4 GT3                   | 1, 3       |
| Race Art                      | 70         | Phil Bastiaans             | BMW Z4 GT3                   | 1          |
| Race Art                      | 70         | Nick Catsburg              | BMW Z4 GT3                   | 2–5        |
| Race Art                      | 70         | Robert Nearn               | BMW Z4 GT3                   | 2, 4       |
| Race Art                      | 70         | Jaap van Lagen             | BMW Z4 GT3                   | 4–5        |
| Prospeed Competition          | 74         | Maxime Soulet              | Porsche 997 GT3-R            | Wszystkie  |
| Prospeed Competition          | 74         | Paul van Splunteren        | Porsche 997 GT3-R            | Wszystkie  |
| Prospeed Competition          | 74         | Dylan Derdaele             | Porsche 997 GT3-R            | Wszystkie  |
| Prospeed Competition          | 74         | Fred Bouvy                 | Porsche 997 GT3-R            | 4          |
| Ecurie Ecosse                 | 79         | Ollie Millroy              | BMW Z4 GT3                   | 1–3, 5–6   |
| Ecurie Ecosse                 | 79         | Joe Twyman                 | BMW Z4 GT3                   | 1–3, 5–6   |
| Ecurie Ecosse                 | 79         | Andrew Smith               | BMW Z4 GT3                   | 1, 5–6     |
| Ecurie Ecosse                 | 79         | Marco Attard               | BMW Z4 GT3                   | 2          |
| Ecurie Ecosse                 | 79         | Oliver Bryant              | BMW Z4 GT3                   | 3          |
| Emil Frey Racing              | 80         | Fredy Barth                | Jaguar XK-R                  | 4          |
| Emil Frey Racing              | 80         | Gabriele Gardel            | Jaguar XK-R                  | 4          |
| Emil Frey Racing              | 80         | Lorenz Frey                | Jaguar XK-R                  | 4          |
| Emil Frey Racing              | 80         | Rolf Maritz                | Jaguar XK-R                  | 4          |
| GPR Racing                    | 89         | Bertrand Baguette          | Aston Martin V12 Vantage GT3 | 4          |
| GPR Racing                    | 89         | Tim Verbergt               | Aston Martin V12 Vantage GT3 | 4          |
| GPR Racing                    | 89         | Damien Dupont              | Aston Martin V12 Vantage GT3 | 4          |
| GPR Racing                    | 89         | Ronnie Latinne             | Aston Martin V12 Vantage GT3 | 4          |
| Preci-Spark                   | 90         | David Jones                | Mercedes-Benz SLS AMG GT3    | 1–5        |
| Preci-Spark                   | 90         | Godfrey Jones              | Mercedes-Benz SLS AMG GT3    | 1–5        |
| Preci-Spark                   | 90         | Mike Jordan                | Mercedes-Benz SLS AMG GT3    | 2–4        |
| Preci-Spark                   | 90         | Bernd Schneider            | Mercedes-Benz SLS AMG GT3    | 4          |
| JAS Motorsport                | 91         | Akira Iida                 | McLaren MP4-12C GT3          | 1, 3       |
| JAS Motorsport                | 91         | Chen Jun-san               | McLaren MP4-12C GT3          | 1, 3       |
| JAS Motorsport                | 91         | Morris Chen                | McLaren MP4-12C GT3          | 1, 3       |
| Beechdean-Aston Martin Racing | 107        | Jonathan Adam              | Aston Martin V12 Vantage GT3 | 4          |
| Beechdean-Aston Martin Racing | 107        | John Gaw                   | Aston Martin V12 Vantage GT3 | 4          |
| Beechdean-Aston Martin Racing | 107        | Andrew Howard              | Aston Martin V12 Vantage GT3 | 4          |
| Beechdean-Aston Martin Racing | 107        | Phil Dryburgh              | Aston Martin V12 Vantage GT3 | 4          |
| trofeum dla gentlemenów       |            |                            |                              |            |
| First Motorsport              | 25         | Steve Vanbellingen         | Porsche 997 GT3 Cup S        | 4          |
| First Motorsport              | 25         | Bert Redant                | Porsche 997 GT3 Cup S        | 4          |
| First Motorsport              | 25         | Armand Fumal               | Porsche 997 GT3 Cup S        | 4          |
| First Motorsport              | 25         | Johan Vanloo               | Porsche 997 GT3 Cup S        | 4          |
| Ruffier Racing                | 31         | Georges Cabannes           | Lamborghini Gallardo LP520   | 1–3, 5–6   |
| Ruffier Racing                | 31         | Romain Brandela            | Lamborghini Gallardo LP520   | 1–3        |
| Ruffier Racing                | 31         | Fabien Thuner              | Lamborghini Gallardo LP520   | 1–2, 5     |
| Ruffier Racing                | 31         | Fabien Michal              | Lamborghini Gallardo LP520   | 5–6        |
| Saintéloc Racing              | 41         | Pierre Hirschi             | Audi R8 LMS                  | Wszystkie  |
| Saintéloc Racing              | 41         | Robert Hissom              | Audi R8 LMS                  | Wszystkie  |
| Saintéloc Racing              | 41         | Marc Sourd                 | Audi R8 LMS                  | 1–2        |
| Saintéloc Racing              | 41         | Philippe Marie             | Audi R8 LMS                  | 3–6        |
| Saintéloc Racing              | 41         | Jérôme Demay               | Audi R8 LMS                  | 4          |
| Exagon Engineering            | 58         | Christian Kelders          | Porsche 997 GT3-R            | 3–6        |
| Exagon Engineering            | 58         | Daniel Desbruères          | Porsche 997 GT3-R            | 3–6        |
| Exagon Engineering            | 58         | Jean-Luc Blanchemain       | Porsche 997 GT3-R            | 4          |
| Exagon Engineering            | 58         | Pascal Muller              | Porsche 997 GT3-R            | 4          |
| Kessel Racing                 | 73         | Pablo Paladino             | Ferrari 430 Scuderia         | 1–4        |
| Kessel Racing                 | 73         | Paolo Andreasi             | Ferrari 430 Scuderia         | 1–4        |
| Kessel Racing                 | 73         | Beniamino Caccia           | Ferrari 430 Scuderia         | 1–4        |
| Kessel Racing                 | 73         | Giacomo Piccini            | Ferrari 430 Scuderia         | 4          |
| ALFAB Racing                  | 81         | Erik Behrens               | Audi R8 LMS                  | 4          |
| ALFAB Racing                  | 81         | Daniel Roos                | Audi R8 LMS                  | 4          |
| ALFAB Racing                  | 81         | Patrik Skoog               | Audi R8 LMS                  | 4          |
| ALFAB Racing                  | 81         | Magnus Öhman               | Audi R8 LMS                  | 4          |
| GCR Racing                    | 82         | Gaël Lesoudier             | Dodge Viper CC               | 1–4        |
| GCR Racing                    | 82         | Gilles Vannelet            | Dodge Viper CC               | 1–4        |
| GCR Racing                    | 82         | Luc Paillard               | Dodge Viper CC               | 1–3        |
| GCR Racing                    | 82         | Christophe Decultot        | Dodge Viper CC               | 4          |
| GCR Racing                    | 82         | Pierre Fontaine            | Dodge Viper CC               | 4          |
| Racing Adventures             | 85         | Benjamin Bailly            | Ford Mustang                 | 4          |
| Racing Adventures             | 85         | Raphaël van der Straten    | Ford Mustang                 | 4          |
| Racing Adventures             | 85         | Nicolas De Crem            | Ford Mustang                 | 4          |
| Racing Adventures             | 85         | José Close                 | Ford Mustang                 | 4          |
| JB Motorsport                 | 98         | Jan Brunstedt              | Audi R8 LMS                  | All        |
| JB Motorsport                 | 98         | Mikael Bender              | Audi R8 LMS                  | All        |
| JB Motorsport                 | 98         | Jocke Mangs                | Audi R8 LMS                  | 1–4        |
| JB Motorsport                 | 98         | Daniel Roos                | Audi R8 LMS                  | 4–6        |
| Cup Class                     |            |                            |                              |            |
| Pro GT by Almeras             | 32         | Alain Ferté                | Porsche 997 GT3 Cup          | 4          |
| Pro GT by Almeras             | 32         | Matthieu Vaxivière         | Porsche 997 GT3 Cup          | 4          |
| Pro GT by Almeras             | 32         | Jean-Louis Alloin          | Porsche 997 GT3 Cup          | 4          |
| Pro GT by Almeras             | 32         | Jérémy Alloin              | Porsche 997 GT3 Cup          | 4          |
| Race Art                      | 76         | Mathijs Harkema            | Porsche 997 GT3 Cup          | 4          |
| Race Art                      | 76         | 'Brody'                    | Porsche 997 GT3 Cup          | 4          |
| Race Art                      | 76         | Christophe Geoffroy        | Porsche 997 GT3 Cup          | 4          |
| Race Art                      | 76         | Phillipe Richard           | Porsche 997 GT3 Cup          | 4          |
| RMS                           | 86         | Thierry Stepec             | Porsche 997 GT3 Cup          | 4          |
| RMS                           | 86         | Eric Mouez                 | Porsche 997 GT3 Cup          | 4          |
| RMS                           | 86         | David Loger                | Porsche 997 GT3 Cup          | 4          |
| RMS                           | 86         | Philippe Salini            | Porsche 997 GT3 Cup          | 4          |
| RMS                           | 87         | Fabio Spirgi               | Porsche 997 GT3 Cup          | 4          |
| RMS                           | 87         | Richard Feller             | Porsche 997 GT3 Cup          | 4          |
| RMS                           | 87         | Olivier Baron              | Porsche 997 GT3 Cup          | 4          |
| RMS                           | 87         | Manuel Nicolaïdis          | Porsche 997 GT3 Cup          | 4          |
| Speedlover                    | 94         | Christophe Bigourie        | Porsche 997 GT3 Cup          | 4          |
| Speedlover                    | 94         | Raf Vleugels               | Porsche 997 GT3 Cup          | 4          |
| Speedlover                    | 94         | Kevin Balthazard           | Porsche 997 GT3 Cup          | 4          |

| Ikona | Klasa             |
| ----- | ----------------- |
| P     | Pro               |
| PA    | Pro-Am            |
| G     | trofeum gentlemen |
| GTC   | Klasa Pucharowa   |

## Kalendarz wyścigów
| Runda | Tor               | Data            | Pole Position                                       | Najszybsze okrążenie | Zwycięzcy               | Wyniki |
| ----- | ----------------- | --------------- | --------------------------------------------------- | -------------------- | ----------------------- | ------ |
| 1     | Monza             | 15 kwietnia     |                                                     |                      | Marc VDS Racing Team    | Wyniki |
| 1     | Monza             | 15 kwietnia     | Bas Leinders Maxime Martin Markus Palttala          |                      |                         | Wyniki |
| 2     | Silverstone       | 3 czerwca       |                                                     |                      | Marc VDS Racing Team    | Wyniki |
| 2     | Silverstone       | 3 czerwca       | Bas Leinders Maxime Martin Markus Palttala          |                      |                         | Wyniki |
| 3     | Paul Ricard       | 1 lipca         |                                                     |                      | Belgian Audi Club WRT   | Wyniki |
| 3     | Paul Ricard       | 1 lipca         | Stéphane Ortelli Christopher Mies Christopher Haase |                      |                         | Wyniki |
| 4     | Spa-Francorchamps | 29 lipca        |                                                     |                      | Audi Sport Team Phoenix | Wyniki |
| 4     | Spa-Francorchamps | 29 lipca        | Andrea Piccini René Rast Frank Stippler             |                      |                         | Wyniki |
| 5     | Nürburgring       | 23 września     |                                                     |                      | Prospeed Competition    | Wyniki |
| 5     | Nürburgring       | 23 września     | Marc Goossens Marc Hennerici Xavier Maassen         |                      |                         | Wyniki |
| 6     | Navarra           | 14 października |                                                     |                      | Hexis Racing            | Wyniki |
| 6     | Navarra           | 14 października | Frédéric Makowiecki Stef Dusseldorp Álvaro Parente  |                      |                         | Wyniki |

## Wyniki

### Kierowcy
| Poz.                    | Kierowca             | MON        | SIL        | RIC        | SPA        | NÜR        | NAV        | Pts        |
| Puchar Pro              | Puchar Pro           | Puchar Pro | Puchar Pro | Puchar Pro | Puchar Pro | Puchar Pro | Puchar Pro | Puchar Pro |
| ----------------------- | -------------------- | ---------- | ---------- | ---------- | ---------- | ---------- | ---------- | ---------- |
| 1                       | Stéphane Ortelli     | 7          | 3          | 1          | 2          | 4          | 2          | 114        |
| 1                       | Christopher Mies     | 7          | 3          | 1          | 2          | 4          | 2          | 114        |
| 1                       | Christopher Haase    | 7          | 3          | 1          | 2          | 4          | 2          | 114        |
| 2                       | Markus Palttala      | 1          | 1          | 2          | 4          | NU         | 4          | 111        |
| 2                       | Maxime Martin        | 1          | 1          | 2          | 4          | NU         | 4          | 111        |
| 2                       | Bas Leinders         | 1          | 1          | 2          | 4          | NU         | 4          | 111        |
| 3                       | Marc Goossens        | 5          | 14         | 5          | 20         | 1          | 5          | 72         |
| 3                       | Xavier Maassen       | 5          | 14         | 5          | 20         | 1          | 5          | 72         |
| 3                       | Marc Hennerici       | 5          | 14         | 5          | 20         | 1          | 5          | 72         |
| 4                       | Andrea Piccini       |            | 2          |            | 1          |            |            | 62         |
| 5                       | Edward Sandström     | 2          | 2          | NU         | 31         | 7          | NU         | 59         |
| 5                       | Laurens Vanthoor     | 2          | 2          | NU         | 31         | 7          | NU         | 59         |
| Puchar Pro-Am           |                      |            |            |            |            |            |            |            |
| 1                       | Niek Hommerson       | 17         | 18         | 4          | 5          | NU         | 16         | 76         |
| 1                       | Louis Machiels       | 17         | 18         | 4          | 5          | NU         | 16         | 76         |
| 2                       | Andrea Bertolini     | 17         |            | 4          | 5          | NU         |            | 67         |
| 3                       | Eugenio Amos         | 6          | 6          | 7          | 37         | NU         | NU         | 65         |
| 3                       | Alessandro Bonacini  | 6          | 6          | 7          | 37         | NU         | NU         | 65         |
| 3                       | Giacomo Petrobelli   | 6          | 6          | 7          | 37         | NU         | NU         | 65         |
| 4                       | Patrice Goueslard    | 8          | 8          | NU         | 10         | 12         | 15         | 64         |
| 4                       | Ludovic Badey        | 8          | 8          | NU         | 10         | 12         | 15         | 64         |
| 4                       | Jean-Luc Beaubélique | 8          | 8          | NU         | 10         | 12         | 15         | 64         |
| 5                       | Duncan Tappy         | 16         | 13         | 13         | NU         | 11         | 9          | 58         |
| 5                       | Grégoire Demoustier  | 16         | 13         | 13         | NU         | 11         | 9          | 58         |
| Trofeum dla gentlemenów |                      |            |            |            |            |            |            |            |
| 1                       | Pierre Hirschi       | 41         | 39         | 33         | 23         | NU         | 30         | 93         |
| 1                       | Robert Hissom        | 41         | 39         | 33         | 23         | NU         | 30         | 93         |
| 2                       | Jan Brunstedt        | NU         | 38         | 30         | 33         | NU         | 38         | 82         |
| 2                       | Mikael Bender        | NU         | 38         | 30         | 33         | NU         | 38         | 82         |
| 3                       | Jocke Mangs          | NU         | 38         | 30         | 33         |            |            | 57         |
| 4                       | Christian Kelders    |            |            | 26         | 36         | 34         | NU         | 54         |
| 4                       | Daniel Desbruères    |            |            | 26         | 36         | 34         | NU         | 54         |
| 5                       | Gilles Vannelet      | 38         | NU         | NU         | 22         |            |            | 51         |
| 5                       | Gaël Lesoudier       | 38         | NU         | NU         | 22         |            |            | 51         |

### Zespoły
| Pozycja             | Zespół                      | MON        | SIL        | RIC        | SPA        | NÜR        | NAV        | Pkt        |
| Puchar Pro          | Puchar Pro                  | Puchar Pro | Puchar Pro | Puchar Pro | Puchar Pro | Puchar Pro | Puchar Pro | Puchar Pro |
| ------------------- | --------------------------- | ---------- | ---------- | ---------- | ---------- | ---------- | ---------- | ---------- |
| 1                   | Belgian Audi Club WRT       | 2          | 2          | 1          | 2          | 4          | 2          | 127        |
| 2                   | Marc VDS Racing Team        | 1          | 1          | 2          | 4          | 8          | 4          | 122        |
| 3                   | Prospeed Competition        | 5          | 14         | 5          | 20         | 1          | 5          | 80         |
| 4                   | Vita4One Racing Team        | 12         | 9          | NU         | 3          | 3          | 7          | 68         |
| 5                   | Kessel Racing               | 4          | 11         | 3          | 34         | NU         | 6          | 50         |
| Puchar Pro-Am       |                             |            |            |            |            |            |            |            |
| 1                   | AF Corse                    | 17         | 10         | 4          | 5          | 25         | 14         | 94         |
| 2                   | SOFREV Auto Sport Promotion | 8          | 8          | 8          | 8          | 12         | 15         | 90         |
| 3                   | Vita4One Team Italy         | 6          | 6          | 7          | 37         | NU         | NU         | 67         |
| 4                   | ART Grand Prix              | 16         | 13         | 13         | NU         | 11         | 9          | 60         |
| 5                   | Black Falcon                | 43         | 15         | 10         | 19         | 6          | 13         | 59         |
| trofeum gentlemenów |                             |            |            |            |            |            |            |            |
| 1                   | Saintéloc Racing            | 41         | 39         | 33         | 23         | NU         | 30         | 93         |
| 2                   | JB Motorsport               | Ret        | 38         | 30         | 33         | NU         | 27         | 82         |
| 3                   | Exagon Engineering          |            |            | 26         | 36         | 34         | NU         | 54         |
| 4                   | Kessel Racing               | 37         | 44         | NU         | 56         |            |            | 49         |
| 4                   | First Motorsport            |            |            |            | 17         |            |            | 49         |